# Norops fuscoauratus
Norops fuscoauratus este o specie de șopârle din genul Norops, familia Polychrotidae, descrisă de D’orbigny 1837.

## Subspecii
Această specie cuprinde următoarele subspecii:
- N. f. fuscoauratus
- N. f. kugleri